# Polinomis de Laguerre

Gràfic de colors complex del polinomi de Laguerre L n(x) amb n com a -1 dividit per 9 i x com a z a la potència de 4 de -2-2i a 2+2i

En matemàtiques, els polinomis de Laguerre, anomenats segons Edmond Laguerre (1834–1886), són solucions no trivials de l'equació diferencial de Laguerre: {\displaystyle xy''+(1-x)y'+ny=0,\ y=y(x)} que és una equació diferencial lineal de segon ordre. Aquesta equació té solucions no singulars només si n és un nombre enter no negatiu.
De vegades s'utilitza el nom de polinomis de Laguerre per a les solucions de {\displaystyle xy''+(\alpha +1-x)y'+ny=0~.} on n encara és un nombre enter no negatiu. Aleshores també s'anomenen polinomis de Laguerre generalitzats, com es farà aquí (alternativament associats polinomis de Laguerre o, rarament, polinomis de Sonine, després del seu inventor Nikolay Yakovlevich Sonin).
Els polinomis de Laguerre també s'utilitzen per a la quadratura de Gauss-Laguerre per calcular numèricament integrals de la forma {\displaystyle \int _{0}^{\infty }f(x)e^{-x}\,dx.}Aquests polinomis, normalment denotats L0 , L1 , ... , són una seqüència polinòmica que es pot definir per la fórmula de Rodrigues,
Els polinomis de torre en combinatòria són més o menys els mateixos que els polinomis de Laguerre, fins a canvis elementals de variables. Vegeu més endavant els polinomis de Tricomi–Carlitz.
Els polinomis de Laguerre sorgeixen en mecànica quàntica, a la part radial de la solució de l'equació de Schrödinger per a un àtom d'un electró. També descriuen les funcions estàtiques de Wigner dels sistemes oscil·ladors en mecànica quàntica a l'espai de fases. A més, entren en la mecànica quàntica del potencial Morse i de l'oscil·lador harmònic isotròpic 3D.
Els físics de vegades utilitzen una definició per als polinomis de Laguerre que és més gran en un factor de n ! que la definició utilitzada aquí. (De la mateixa manera, alguns físics poden utilitzar definicions una mica diferents dels anomenats polinomis de Laguerre associats).

## Els primers polinomis
Aquests són els primers polinomis de Laguerre:

Els sis primers polinomis de Laguerre.

| n  | {\displaystyle L_{n}(x)\,} |
| -- | --- |
| 0  | {\displaystyle 1\,} |
| 1  | {\displaystyle -x+1\,} |
| 2  | {\displaystyle {\tfrac {1}{2}}(x^{2}-4x+2)\,} |
| 3  | {\displaystyle {\tfrac {1}{6}}(-x^{3}+9x^{2}-18x+6)\,} |
| 4  | {\displaystyle {\tfrac {1}{24}}(x^{4}-16x^{3}+72x^{2}-96x+24)\,} |
| 5  | {\displaystyle {\tfrac {1}{120}}(-x^{5}+25x^{4}-200x^{3}+600x^{2}-600x+120)\,}                                                                                      |
| 6  | {\displaystyle {\tfrac {1}{720}}(x^{6}-36x^{5}+450x^{4}-2400x^{3}+5400x^{2}-4320x+720)\,}                                                                           |
| 7  | {\displaystyle {\tfrac {1}{5040}}(-x^{7}+49x^{6}-882x^{5}+7350x^{4}-29400x^{3}+52920x^{2}-35280x+5040)\,}                                                           |
| 8  | {\displaystyle {\tfrac {1}{40320}}(x^{8}-64x^{7}+1568x^{6}-18816x^{5}+117600x^{4}-376320x^{3}+564480x^{2}-322560x+40320)\,}                                         |
| 9  | {\displaystyle {\tfrac {1}{362880}}(-x^{9}+81x^{8}-2592x^{7}+42336x^{6}-381024x^{5}+1905120x^{4}-5080320x^{3}+6531840x^{2}-3265920x+362880)\,}                      |
| 10 | {\displaystyle {\tfrac {1}{3628800}}(x^{10}-100x^{9}+4050x^{8}-86400x^{7}+1058400x^{6}-7620480x^{5}+31752000x^{4}-72576000x^{3}+81648000x^{2}-36288000x+3628800)\,} |
| n  | {\displaystyle {\tfrac {1}{n!}}((-x)^{n}+n^{2}(-x)^{n-1}+\dots +n({n!})(-x)+n!)\,}                                                                                  |